# Namco System FL
Namco System FL es una Placa de arcade creada por Namco destinada a los salones arcade.

## Descripción
El Namco System FL fue lanzada por Namco en 1993.
El sistema tenía un procesador Intel i960-KB 32-bit RISC de velocidad 20 MHz, y el audio lo gestionaba el Namco C75 (M37702 based 16-bit) a 16.384 MHz, que manejaba un chip de audio Namco C352 de 32 canales.
En esta placa funcionaron 2 títulos de conducción.

## Especificaciones técnicas

### Procesador
- Intel i960-KB 32-bit RISC de velocidad 20 MHz

### Audio
- Namco C75 (M37702 based 16-bit) a 16.384 MHz

Chip de sonido
- - Namco C352 32 channel 42KHz stereo supported 8-bit linear and 8-bit muLaw PCM - 4 channel output

## Lista de videojuegos
- Final Lap R
- Speed Racer